# Бојрон
Бојрон (њем. Beuron) општина је у њемачкој савезној држави Баден-Виртемберг. Једно је од 25 општинских средишта округа Зигмаринген. Према процјени из 2010. у општини је живјело 705 становника. Посједује регионалну шифру (AGS) 8437005, NUTS и LOCODE код.

## Географски и демографски подаци
Бојрон се налази у савезној држави Баден-Виртемберг у округу Зигмаринген. Општина се налази на надморској висини од 625-850 метара. Површина општине износи 35,1 km².

## Становништво
У самом мјесту је, према процјени из 2010. године, живјело 705 становника. Просјечна густина становништва износи 20 становника/km².